# 1856년 미국 대통령 선거
1856년 미국 대통령 선거는 1856년 미국에서 치러진 대통령 선거로, 민주당의 제임스 뷰캐넌 후보가 당선되었다.

## 후보선출

### 미국당
휘그당 붕괴 이후 상당수를 흡수한 미국당은 1856년 2월 25일 전당대회에서 밀라드 필모어 전 대통령을 대통령 후보로 선출한다

### 민주당
1856년 6월 6일 민주당 전당대회는 노예제와 캔자스-네브래스카 법안을 두고 갈등한 끝에, 15차에 걸친 투표로 제임스 뷰캐넌 전 국무장관이 프랭클린 피어스 대통령과 스티븐 더글라스 상원의원을 누르고 대통령 후보로 선출된다

### 공화당
1854년 캔자스-네브래스카 법안을 반대하며 창당된 공화당은 붕괴된 구 휘그당 세력을 흡수하며 야당으로 부상한다. 1856년 6월 공화당 1차 전당대회는 존 프레몬트 전 상원의원을 대통령 후보로 선출한다

## 선거 과정
캔자스-네브래스카 법안에 대한 반대로 창당된 공화당은 강력하게 노예제 반대를 외쳤고, 이 때문에 민주당은 주의 권리를 주장하며 공화당의 승리는 남북전쟁으로 이어질 거라며 맞섰다.

## 선거 결과
| 대통령 후보    | 정당   | 근거지       | 득표수    | 지지율   | 선거인단 득표 |
| -------------- | ------ | ------------ | --------- | -------- | ------------- |
| 제임스 뷰캐넌  | 민주당 | 펜실베이니아 | 1,836,072 | 45.3%    | 174           |
| 존 C. 프리몬트 | 공화당 | 캘리포니아   | 1,342,345 | 33.1%    | 114           |
| 밀라드 필모어  | 미국당 | 뉴햄프셔     | 873,053   | 21.6%    | 8             |
| 계             | 계     | 계           | 4,054,647 | 100.00 % | 296           |

| 부통령 후보      | 정당   | 근거지 | 선거인단 득표 |
| ---------------- | ------ | ------ | ------------- |
| 존 C. 브레킨리지 | 민주당 | 켄터키 | 174           |
| 윌리엄 데이튼    | 공화당 | 뉴저지 | 114           |
| 앤드루 도넬슨    | 미국당 | 테네시 | 8             |
| 계               | 계     | 계     | 296           |

## 같이 보기
- 남북 전쟁의 원인
- 1856년 미국 하원의원 선거
- 1856년 미국 상원의원 선거
- 미국의 역사 (1849년~1865년)